# سیات روندا

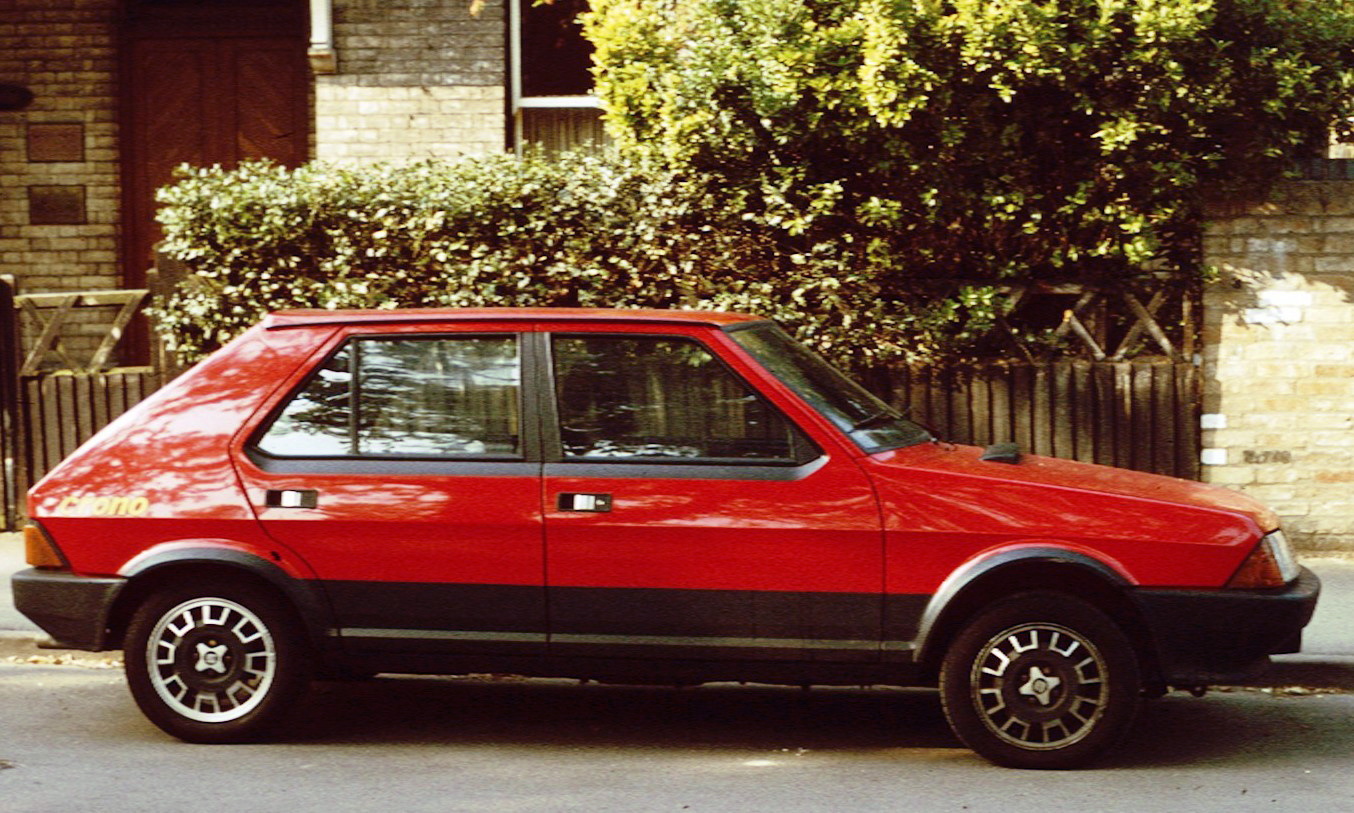

سیات روندا (به انگلیسی: SEAT Ronda) خودرویی است که در سال‌های ۱۹۸۲ تا ۱۹۸۶ تولید شده‌است.
این خودرو در کلاس خودرو کامپکت قرار گرفته‌است.